# Almási nemzetség
Az Almási nemzetség valószínűleg egyike a magyar nemzetségeknek.

## Története
Ez a nemzetség leginkább mondákban szerepel, nem bizonyítható a létezése, az oklevelek semmiféle közelebbi adatot nem tartalmaznak róla. Thuróczi krónikájában szerepel ennek a nemzetségnek az egyik tagja, Őze, vagy Euze comes, aki 1099-ben Przemysl várának ostrománál hősi halált halt. Egy legenda szerint a később főnemesi címet is viselő Almásy család ebből a nemzetségből származik.